# 기동순찰대 (영화)
《기동순찰대》(CHiPs)는 미국에서 제작된 댁스 셰퍼드 감독의 2017년 액션, 코미디, 드라마 영화이다. 댁스 셰퍼드 등이 주연으로 출연하였고 라비 D. 메타 등이 제작에 참여하였다. NBC에서 1977년부터 1983년까지 방영한 동명의 텔레비전 시리즈가 원작이다.

## 출연

### 주연
- 댁스 셰파드
- 마이클 페나
- 제시카 맥나미
- 아담 브로디
- 라이언 한센

### 조연
- 빈센트 도노프리오
- 크리스틴 벨
- 저스틴 채트윈
- 벤 팰콘
- 마야 루돌프
- 로사 살라자르
- 제인 캐즈매럭
- 아담 로드리게즈
- 재키 톤
- 마라 마리니
- 비다 구에라
- 알리 모지

## 제작진
- 책임프로듀서: 스티븐 므누친
- 총괄프로듀서: 밥 도어만
- 총괄프로듀서: 그렉 실버만
- 총괄프로듀서: 네이트 턱
- 미술: 마서 아매드